# ローナーンの息子殺し
『ローナーンの息子殺し』(アイルランド語: Fingal Rónáin) は歴史物語群に分類されるアイルランドの説話。10世紀初頭成立と推定される。
『レンスターの書』とダブリントリニティカレッジ写本1553に所収され現存する。
アイルランドの説話にしばしばみられる「年老いた男（王）の若い妻が若い男を愛する」というモチーフ(モチーフインデックス T92.1.1.)を持つが、
『ローナーンの息子殺し』における「若い男」マイル・フォサルティグは類話における同じ役割の人物ディルムッドやノイシュとは異なり、
「若い妻」からの愛を決して受け入れない。
また、「好色な継母」というモチーフ（モチーフインデックスT418）も持つとされ、この点から『ヒッポリュトス』の翻案作品であるセネカの『パイドラー』とよく比較される。

## 主な登場人物
ローナーンレンスターの王であるが、老いに伴って国内の人望を失っている。「ローナーンの息子殺し」の中ではアイドの息子であるとされるが、系譜図から言及されるイー・ドゥンランゲ王朝の王〈コルマーンの息子ローナーン〉（Rónán mac Colmáin）と同定されている。
マイル・フォサルティグローナーンとその先妻の間の息子。男女を問わず広く人望を集めており、既に実質的な王は彼であると言える。説話中では若者とされる一方で、少なくとも戦に参加できる程度の年齢の息子がいるため、それなりの年齢に達していることが示唆される。父親の後妻から道ならぬ恋心を寄せられるが、これに応えることなく逃れようとする。
エヘドの娘ダンセヴェリックの王エヘドの娘であり、ローナーンの若き後妻。説話中では彼女自身の名については触れられない。父親のエヘドは説話『モンガーンの誕生』に登場する事で知られる史的人物、モンガーンの兄弟にあたる。
コンガルローナーンの里子兄弟の一人。ローナーンに頼まれて彼からエヘドの娘を遠ざけようとする。
ドンローナーンの里子兄弟の一人であり、コンガルの兄弟。
アエダーンローナーンに命じられ、マイル・フォサルティグとコンガルを槍で刺殺するが、後にマイル・フォサルティグの息子の一人アイド（ローナーンの父親とは同名の別人）に殺害される。

## あらすじ
妻を亡くして長らく独り身であったレンスター王ローナーンは、息子のマイル・フォサルティグを始めとした人々から再婚を薦められる。
ローナーンが新たな妻として選んだ、ダンセヴェリック王エヘドの娘は老王とは見合わない若さの娘であったため、マイル・フォサルティグは反対するのであるが王は心変わりをすることは無かった。
後に明らかになる事であるが、エヘド王は元々娘をローナーンではなくマイル・フォサルティグに与えたつもりであった。
娘本人も最初からマイル・フォサルティグが目当てであるかのように、輿入れした途端に彼についてローナーン王に質問を重ねる。
（まるでこうした事態を予期し、娘を避けるかのように）マイル・フォサルティグはこれに先んじて南方に旅立ち不在としていたのだが、エヘドの娘の要望により呼び戻されてしまった。
すかさずエヘドの娘は自らの侍女をマイル・フォサルティグの下に遣わして、恋の仲介をさせようとする。
侍女は、エヘドの娘の想いをマイル・フォサルティグに伝えた場合には激昂した彼に殺されるかもしれないし、一方で伝えなかった場合にはエヘドの娘に殺される、という板挟みに苦しむ。
マイル・フォサルティグやドンと共にフィドヘル（一種のボードゲーム）に興じていたコンガルは、侍女の様子が何やらおかしいことに気が付いて、彼女の相談に乗る。
コンガルは、エヘドの娘の命令に従った場合にはマイル・フォサルティグに殺されるかもしれないという侍女の不安は肯定した上で、それでも望むのであれば侍女とマイル・フォサルティグの仲を取り持ってやろうと請け負う。
侍女はコンガルの提案をエヘドの娘の下に持ち帰り、彼女も侍女がマイル・フォサルティグの愛人になった方が話は進みやすいだろうと容認したため、侍女はマイル・フォサルティグと同衾することになった。
エヘドの娘はすぐに侍女に対してマイル・フォサルティグを独占しようとしているのではないかと疑いをかけ、自らと彼の仲を取り持たないのであれば侍女を殺す、と再び脅しをかける。
進退窮まった侍女に泣きつかれ、彼女のおかれた事情を打ち明けられたマイル・フォサルティグは、何があろうと父王の妻であるエヘドの娘と関係を持つことはないが、それは侍女の責任ではなくマイル本人の責任なのだ、と侍女を慰める。
こうしてマイル・フォサルティグはエヘドの娘を避けるため、手勢を引き連れてレンスターを離れスコットランドへと旅立つことになった。
彼は身を寄せたスコットランド王に、自らの優れた武功によって多くの戦勝をもたらした。
ところが、こうした事情を知らぬレンスターの人々は彼の出奔を父ローナーンによる追放と誤解し、彼を呼び戻さないのであればローナーンを殺すと王を脅したため、止む無くマイル・フォサルティグはレンスターへと帰国する。
再びマイル・フォサルティグと件の侍女は同衾し、当然ながら彼女はエヒドの娘から三度目の脅迫を受ける事になる。
困ったマイル・フォサルティグから相談を受けたコンガルは策を弄じ、彼の見事な猟犬二匹を引き渡すことを条件として、彼女を引き離すことを請け負う。
(中略)
物語の結末部分は明瞭ではないが、マイル・フォサルティグの息子らによって、レンスターに大いなる破壊がもたらされた事が暗示されている。
優れた武人でもあるマイル・フォサルティグを失ったローナーンにもはや抗する術はなく、落命する。